# Berëzka

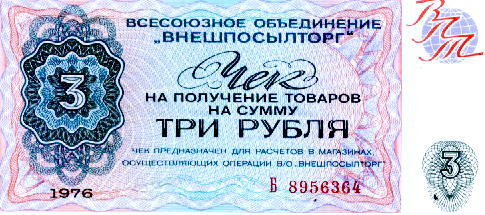
I cittadini sovietici in possesso di valuta estera dovevano convertirla in assegni per poter fare acquisti nei negozi Berëzka, mentre gli stranieri potevano utilizzare direttamente le proprie monete.

Berëzka (in russo Берёзка?, "Betulla"), spesso traslitterata come Beriozka o Beryozka, è stata una catena di negozi di proprietà statale presente nell'Unione Sovietica, specializzata nella vendita al dettaglio di prodotti acquistabili solo in valuta estera e generalmente irreperibili nei negozi comuni.
Alcuni negozi erano riservati ai cittadini sovietici che lavoravano all'estero e percepivano redditi in valute diverse dal rublo. Questi ultimi dovevano spesso convertire le valute in buoni emessi dal Vnešposyltorg (Внешпосылторг, "Società per il commercio e la posta estera"), mentre altri ricevevano pagamenti dall'estero sotto forma di buoni tramite intermediari sovietici.
Altri negozi, invece, accettavano esclusivamente valuta straniera o assegni emessi dalla Vneštorgbank (Внешторгбанк) ed erano accessibili a stranieri, ufficiali e alti membri del PCUS. Una rete di negozi e chioschi, situati presso gli hotel Inturist, consentiva agli ospiti stranieri di acquistare souvenir, pellicce, generi alimentari, bevande e sigarette con la propria valuta.
I negozi di questa rete commerciale erano presenti a Mosca, Leningrado, nelle capitali delle Repubbliche sovietiche, nonché nelle principali città turistiche o portuali come Volgograd, Sebastopoli, Soči e Jalta.
Catene simili esistevano anche nei Paesi del Comecon: Tuzex in Cecoslovacchia, Pewex e Baltona in Polonia, Korekom in Bulgaria, Intershop nella Repubblica Democratica Tedesca, Dollar store a Cuba e Comturist in Romania.

## Storia
Durante il periodo del disgelo, l'Unione Sovietica aveva avviato politiche di sostegno ai paesi in via di sviluppo ed era inoltre cresciuto il numero di specialisti sovietici che lavoravano all'estero e percepivano uno stipendio in valuta estera, senza però avere la possibilità di trasferirlo in patria, depositarlo in banche locali o portarlo nelle proprie case in URSS. Di conseguenza, molti spendevano il denaro all'estero, acquistando beni da importare e poi vendere in Unione Sovietica per rubli. Parallelamente, era aumentato il flusso turistico e vi era una maggiore presenza di diplomatici stranieri.
In una situazione di necessità crescente di valuta estera, lo Stato iniziò a considerare i lavoratori all'estero, i turisti e i diplomatici come potenziali fonti di entrate in valuta. Nel 1961, in URSS vennero così aperti negozi per stranieri dove si potevano acquistare souvenir e altri prodotti usando valuta estera oppure, per i cittadini sovietici che pagavano in rubli, tramite assegni Vnešposyltorg di diverso taglio e colore. Questi negozi, situati nelle città più importanti nei pressi di aeroporti, alberghi e siti turistici, furono chiamati "Berëzka" nel territorio della RSFS Russa e nella RSS Kazaka, mentre nelle altre repubbliche sovietiche avevano nomi diversi:
- Kaštan (in ucraino Каштан?, "Castagno") nella RSS Ucraina,
- Ivuška (in bielorusso Ивушка?, "Salice") nella RSS Bielorussa,
- Çinar (platano orientale) nella RSS Azera,
- Dzintars (ambra) nella RSS Lettone,
- Albatros nella RSS Estone,
- Akhavni (in armeno Աղավնի?, "Colomba") nella RSS Armena,
- Tsitsinatela (in georgiano ციცინათელა?, "Lucciola") nella RSS Georgiana,

Nelle principali città portuali, esistevano anche i negozi Albatros per i marinai sovietici di ritorno dall'estero. Per effettuare gli acquisti, i marinai dovevano convertire la valuta estera in loro possesso in buoni emessi dal Dipartimento della Flotta Navale.
I clienti potevano acquistare vodka, caviale, matrëški oppure orologi, elettrodomestici, automobili e motociclette, gioielli, pellicce, jeans, scarpe e cosmetici, nonché prodotti d'importazione difficilmente reperibili nei negozi sovietici ordinari.
Negli anni ottanta, si formò un mercato sommerso di speculatori intorno ai Berëzki e agli assegni Vnešposyltorg che portò il governo nel 1988 a porre fine alla loro emissione. Nel 1991, fu legalizzato il cambio tra il rublo e le valute estere, consentendo anche l'apertura di conti e lo scambio in valuta a tutte le imprese e ai cittadini dell'URSS. Con la dissoluzione dell'Unione Sovietica, i negozi furono privatizzati e molti chiusero a metà degli anni novanta a causa della loro scarsa competitività.